# Efrat Gal-Ed
Efrat Gal-Ed (hebräisch אפרת גל־עד; * 1956 in Tiberias) ist eine israelische Autorin, Übersetzerin, Jiddistin und Malerin.

## Leben
Nach Beendigung ihres Pflichtwehrdienstes in Israel begann Efrat Gal-Ed im Jahr 1975 ihr Studium der Judaistik, Germanistik und Komparatistik in Köln und Bonn. Seit 1978 besuchte sie die Kunstakademie Düsseldorf, 1983 als Meisterschülerin bei Gotthard Graubner.
Ab 1984 schrieb Efrat Gal-Ed Hörfunkessays und Features vor allem für den WDR. Ihre Schwerpunkte setzte sie auf jüdische und jiddische Geschichte und Literatur sowie auf israelische Musik und Politik. Sie übersetzte Lyrik aus dem Hebräischen und Jiddischen, darunter von Jehuda Amichai, Tuvia Rübner, Avraham Ben Yitzhak und Itzik Manger. Ihr Das Buch der jüdischen Jahresfeste (2001) widmet sich dem zyklischen Charakter der Feste als symbolische Stationen in der Beziehung zwischen Gott und der Gemeinschaft Israel, ihrer Entstehung, Umwandlung und Verdichtung im Laufe der Geschichte.
2009 wurde sie mit einer Dissertation über das Frühwerk von Itzik Manger promoviert. Über diesen bedeutenden jiddischsprachigen Dichter veröffentlichte sie 2016 die Biografie Niemandssprache. Itzik Manger – ein europäischer Dichter.
2013 habilitierte sie sich in Jiddistik an der Heinrich-Heine-Universität Düsseldorf, wo sie von 2010 bis zu ihrer Verrentung als wissenschaftliche Mitarbeiterin lehrte. Efrat Gal-Ed lebt in Köln.

## Veröffentlichungen (Auswahl)
- Ölbilder, Sprachbilder, Zeichnungen. Katalog zur Ausstellung in der Evangelischen Akademie Hofgeismar, Schlößchen Schönburg 1986.
- Bilder / Paintings. Katalog zur Ausstellung im Stadtmuseum Siegburg, Rheinlandia Verlag, Siegburg 1994.
- Das Buch der jüdischen Jahresfeste. Insel Verlag, Frankfurt am Main, Leipzig 2001, ISBN 978-3-458-17070-9.
- Niemandssprache. Itzik Manger – ein europäischer Dichter. Jüdischer Verlag im Suhrkamp Verlag, Berlin 2016, ISBN 978-3-633-54269-7.

Als Herausgeberin und Übersetzerin:
- 4 Tage im Mai. Ein deutsch-israelisches Lesebuch, Schriftsteller aus Israel und Deutschland treffen sich in Freiburg im Breisgau (22.–25.5.89). Konzeption und Auswahl mit Christoph Meckel, Waldkircher Verlag, Waldkirch 1989.
- Tuvia Rübner: Wüstenginster. Gedichte. Mit Christoph Meckel hrsg. und übersetzt. Piper Verlag, München 1990.
- Alles andere steht geschrieben. Ein deutsch-israelisches Lesebuch, anlässlich des deutsch-israelischen Schriftstellertreffen in Berlin im Mai 1993. Mit Christoph Meckel, in Verbindung mit dem Literarischen Colloquium Berlin, Neuer Malik Verlag, Kiel 1993.
- Avraham Ben Yitzhak: Es entfernten sich die Dinge. Gedichte und Fragmente. Mit Christoph Meckel, Carl Hanser Verlag, München 1994.
- der vogel fährt empor als kleiner rauch. ein deutsch-israelisches lesebuch. Mit Christoph Meckel, in Verbindung mit der Heinrich-Böll-Stiftung, Köln, anlässlich des 4. deutsch-israelischen Schriftstellerforums in Köln im Mai 1995, Steidl Verlag, Göttingen 1995.
- Itzik Manger: Dunkelgold. Gedichte. Jiddisch und deutsch. Jüdischer Verlag im Suhrkamp Verlag, Frankfurt a Main 2004. Revidierte und ergänzte Neuauflage, Berlin 2016, ISBN 978-3-633-24106-4.
- Mascha Kaléko: Sämtliche Werke und Briefe in vier Bänden. Dort die Übersetzungen der jiddischen, hebräischen und aramäischen Texte Kalékos. dtv verlagsgesellschaft, München 2012, ISBN 978-3-423-59087-7.

## Auszeichnungen
2016 erhielt Efrat Gal-Ed das Stipendium des Rainer-Malkowski-Preis: Einerseits für ihre Übersetzungen der jiddischen Dichtungen Itzik Mangers und die Biografie über ihn, andererseits soll sie „mit dem Preis ermuntert werden, eine größere Anthologie der weitgehend unbekannten jiddischen Poesie vorzubereiten.“